# サダソウ
サダソウ（佐田草、学名: Peperomia japonica）は、コショウ科サダソウ属に属する多肉質の多年草の1種である。葉は短い葉柄をもち、倒卵形で長さ1–4.5センチメートル (cm)、多数の小さな花をつけた長い肉穂花序を伸ばす。四国、九州、南西諸島、台湾に分布する。沖縄などには茎や葉が無毛のものも見られ、オキナワスナゴショウ（ケナシサダソウ）として別種（P. okinawaensis）とされることもあるが、2020年現在ではふつうサダソウに含められる。
和名の「サダソウ」は、鹿児島県の佐多岬で発見されたことに由来する。別名として、サタソウ、スナゴショウ、ビロードゴショウがある。

## 特徴
多肉質の多年草であり、茎はそう生して直立、高さ 10–40 cm、上部はわずかに分枝する。茎は円柱状、節が明瞭、短い軟毛で覆われている。
葉は対生または3–5輪生、葉柄は長さ3–8ミリメートル (mm)、葉身は倒卵形から倒卵状楕円形で長さ1–4.5 cm、先端は円頭から鈍頭、多肉質で厚く、全体に短毛があり、葉脈は不明瞭な3–5行脈。
サダソウの種内分類群ともされるオキナワスナゴショウ（ケナシサダソウ）は、茎や葉に毛を欠く点で典型的なサダソウとは異なる（下記参照）。
花序は細長い肉穂花序であり、長さ 3–12 cm、茎の先端または葉の付け根から出て直立する。花序軸は帯緑色、毛はなく平滑、わずかな窪みが散在し、そこに小さな両性花がつく。苞は小さく楯状、無毛、花後も残る。花は無柄、花被を欠く。雄しべは2個、子房の両側にあり、太く短い花糸の背面に2室の葯がつき、花粉は白色。雌しべは1個、子房はほぼ球形で傾上し、胚珠は1個、花柱を欠き、柱頭が頂生する。
果実は液果だがほぼ乾燥しており、小型で倒卵状球形、表面に小粒が多数散在する。種子は1個、球形。
染色体数は 2n = 44 の4倍体である。

## 分布
四国南部、九州南部、南西諸島、台湾に分布しており、中国南部を加えている場合もある。
山地から海岸の岩場や石灰岩地に生育する。切り立った際の側壁などに着生的に生育する。

## 保全状況評価
サダソウは日本全体としては絶滅危惧等に指定されていないが、下記のように地域によっては絶滅危惧種などに指定されている。以下は2022年現在の各都道府県におけるレッドデータブックの統一カテゴリ名での危急度を示している。
- 絶滅危惧I類: 高知県、宮崎県
- 準絶滅危惧種: 大分県、鹿児島県
- 情報不足: 愛媛県

またサダソウの種内分類群ともされるオキナワスナゴショウ（下記参照）は環境省カテゴリで絶滅危惧IB類に指定されており、沖縄県ではケナシサダソウの名で絶滅危惧II類に指定されている。

## 分類
大隅半島、沖永良部島、沖縄諸島、大東諸島には全体が無毛のものがあり、オキナワスナゴショウまたはケナシサダソウとよばれる。典型的なサダソウでは葉の中央脈がやや太く葉脈は葉柄中で合流しているのに対して、オキナワスナゴショウでは3行脈がほぼ同じ太さで葉柄中でも分離しているとされる。このオキナワスナゴショウは独立種（Peperomia okinawensis T.Yamaz. (1992)）として扱われることもあるが、サダソウの品種（Peperomia japonica f. glabra Hatus. (1971)）や変種（Peperomia japonica var. okinawensis (T.Yamaz.) Y.H.Kobay. & M.N.Tamura (2019)）ともされ、また分類学的にサダソウと分けないこともある。系統的には、オキナワスナゴショウはサダソウの中に含まれることが示されている